# Liste des croiseurs de la Marine impériale russe
Cet article dresse la liste des croiseurs de la Marine impériale russe de 1873 à 1917.
Jusqu'en 1892, ce type de navire ne possède pas de nom. Ils sont classés comme des frégates blindées ou des corvette blindées. La désignation sous le nom de croiseur (крейсер) apparaît en 1878, mais elle est seulement attribuée aux croiseurs auxiliaires non protégés. De 1892 à 1907, l'ensemble des navires sont répartis en croiseurs de 1re rang et 2e rang, bien que cette répartition ne coïncide nullement avec la distinction croiseur cuirassé et croiseur protégé. La dénomination de croiseur auxiliaire apparut officiellement en 1904. Selon le tableau de classification de 1907, tous le croiseurs, à l'exception des croiseurs auxiliaires sont répartis entre croiseurs cuirassés et croiseurs protégés.

## Croiseurs cuirassés

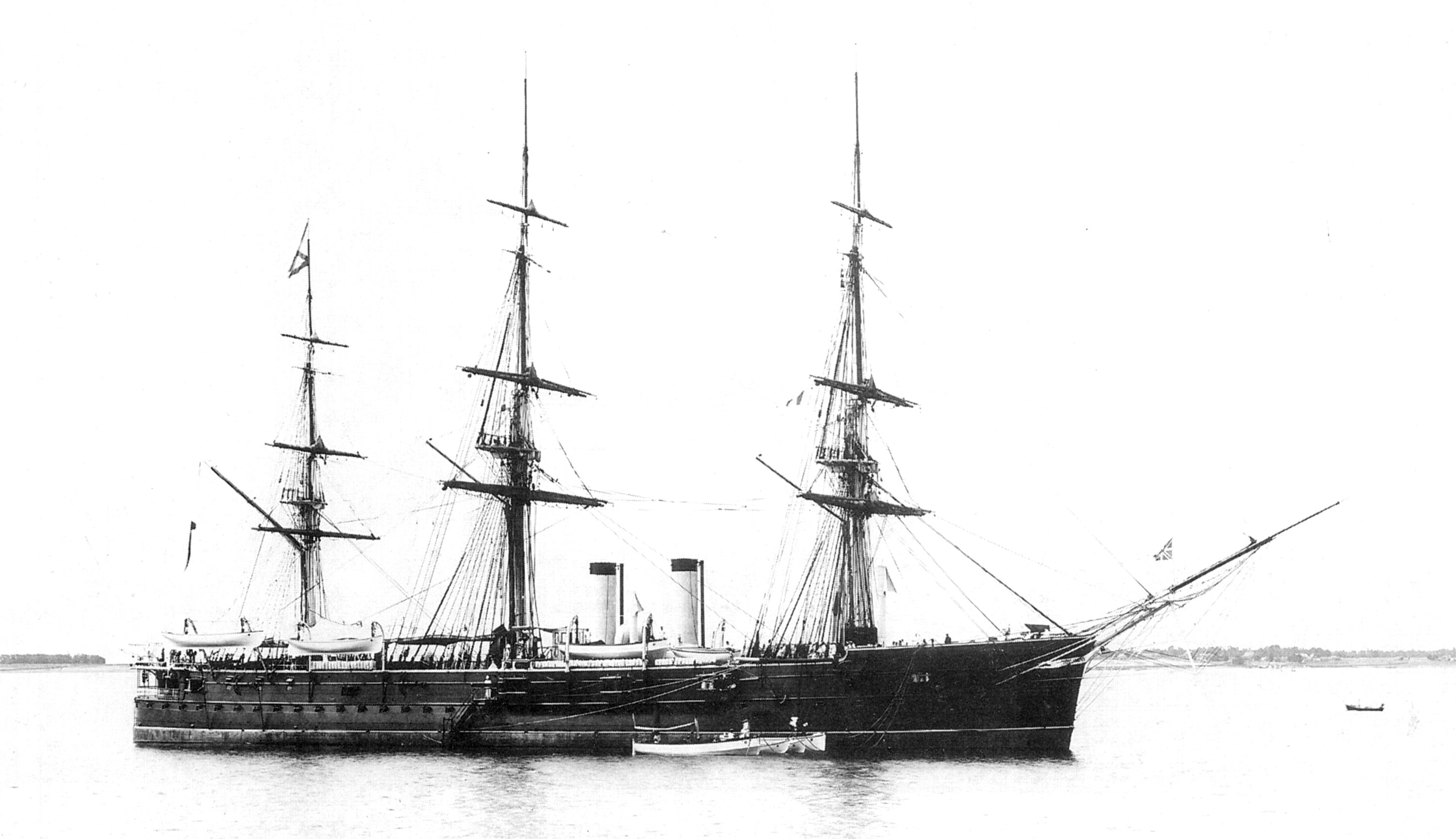
L'Amiral général (1873), premier croiseur blindé au monde.

Le croiseur cuirassé est un type de navire fut inventé par les Russes,, ces navires étaient destinés aux expéditions traditionnelles en mer et à la lutte contre les navires de commerce. Pour cette raison, ils sont armés de lourds canons et d'un blindage moyen afin de combattre avec les croiseurs blindés légers. Ces navires possèdent également une assez grande rapidité afin d'échapper aux cuirassés. Chacun d'entre eux est classé officiellement comme croiseur de 1er rang et sont affectés dans la flotte de la Baltique.

### ClasseAmiral général
- Amiral général (Генерал-адмирал), frégate blindée de 1873, elle fait une expédition dans l'océan Atlantique en 1893, au début de l'année 1900, elle est utilisée comme navire de formation. En 1909, sous le nom de Narova (Нарова) elle sert comme mouilleur de mines, en 1920, elle est renommée 25 octobre (25 Oktiabria) et sert également comme mouilleur de mines. Démantelée en 1953.
- Duc d'Édimbourg (Герцог Эдинбургский, Gertsog Edinburgski), frégate blindée, son nom d'origine est Aleksandr Nevski (Александр Невский), rebaptisée le Duc d'Édimbourg en 1875. De 1879 à 1884, elle est en service en Extrême-Orient, de 1897 à 1900 en mer Méditerranée. Au début de l'année 1900, elle fut utilisée comme navire école, en 1909, sous le nom de Onega (Онега) elle servit comme mouilleur de mines. En 1914, sous le nom de Barrikada no 4 (barricade - Баррикада) elle servit de navire-entrepôt. Démantelée en 1949.
- Minine (Минин), frégate blindée (1869). Lors de l'achèvement des travaux de construction elle fut transformée en croiseur de haute mer (1878), reclassée comme croiseur de 2e rang en 1892, convertie en mouilleur de mines et reçoit le nom de Ladoga (Ладога), minée en 1915.
- Vladimir Monomaque (Владимир Мономах) (1882). Elle sert en Extrême-Orient de 1890 à 1892 et de 1894 à 1902, torpillée à la bataille de Tsushima (1905).
- Dmitri Donskoï (Дмитрий Донской) frégate blindée (1883), En service dans l'océan Atlantique en 1893, en Extrême-Orient (1895 à 1901), endommagé à la bataille de Tsushima, afin d'éviter la capture il est sabordé (1905 - 82 morts).
- Amiral Nakhimov (Адмирал Нахимов), croiseur blindé (1885). En service en Extrême-Orient (1888-1891) - (1894-1898) - (1899-1902), en mer Méditerranée (1893), torpillé à la bataille de Tsushima (1905 - 10 tués).
- Mémoire d'Azov (Память Азова, Pamyat Azova), frégate blindée (1888). Elle entreprend une expédition dans le Pacifique Nord (1890-1892), rebaptisée Dvina (Двина), en 1917 renommée Mémoire d'Azov torpillée à Kronstadt en 1919.
- Riourik (Рюрик) (1892). En service en Extrême-Orient (1895-1904), coulé lors de la bataille d'Ulsan (1904 - 202 tués).
- Russie (Россия, Rossia) (1895). En service en Extrême-Orient (1895-1906) Navire amiral de l'amiral Karl Petrovitch Jessen pendant la guerre russo-japonaise de 1904-1905, démantelé en 1922.
- Gromoboï (Громобой) (1899). En service en Extrême-Orient (1900-1906), démantelé en 1922.

### ClasseBaïan
- Amiral Makarov (Адмирал Макаров) (1906-La Seyne-sur-Mer). Entreprit des expéditions en Méditerranée (1908-1909) - (1909-1910), démantelé en 1922.
- Baïan (Баян) (1895 - La Seyne-sur-Mer) En service en Extrême-Orient (1903-1904), endommagé par des tirs d'obus et sabordé à Port-Arthur pour éviter la capture (1904).
- Pallada (Паллада) (1906) Torpillé près des îles Odensholm dans le golfe de Finlande en 1914 (594 tués).
- Bayan, nommé ainsi après la capture du précédent.
- Riourik (Рюрик) (1906 - Barrow-in-Furness). Entreprend une expédition en Méditerranée (1910), navire amiral de l'amiral Nikolaï Ottovitch von Essen pendant la Première Guerre mondiale, démantelé en 1924.

## Croiseurs protégés

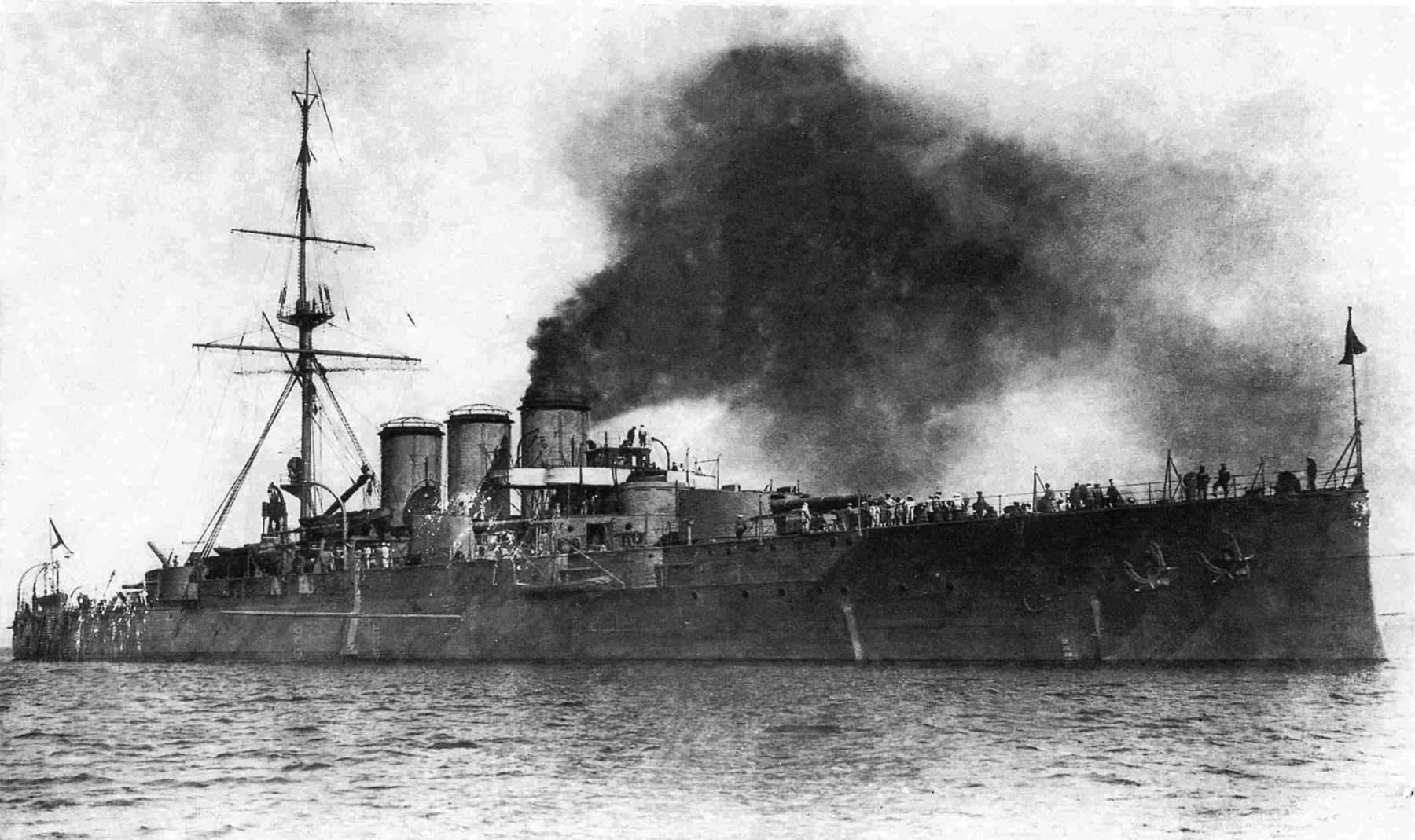
Le croiseur Riourik

La Russie ne développe pratiquement pas les croiseurs protégés, un type de navires conçus par les Britanniques, elle se concentre plutôt sur la construction de croiseurs blindés. La plupart de ces navires sont classés officiellement croiseurs de 1er rang, à l'exception de quelques unités, ils sont affectés dans la flotte de la Baltique.

### Classe Vityaz
- Vityaz (Витязь, chevalier) (1884), entreprend une expédition en Extrême-Orient (1886-1889), (1891-1893), fait naufrage dans le détroit de Corée en 1893.
- Rynda (Рында cloche) (1885), entreprend un voyage en Extrême-Orient (1886-1889), (1893-1896), convertie en navire de formation en 1906, démantelé en 1922.

### Classe Pallada
- Pallada (Паллада) (1899). En service en Extrême-Orient (1902-1904), sabordé à Port-Arthur en 1904, renfloué par les Japonais, en service dans la Marine impériale japonaise sous le nom de Tsugaru, reconverti en mouilleur de mines en 1920, rayé des effectifs de la Marine japonaise en 1922, coulé comme navire cible en 1924.
- Diana (Диана) (1899). En service en Extrême-Orient (1902-1906), interné à Saïgon par les autorités françaises (1904) après la bataille de la mer Jaune, remis en service dans la Marine impériale de Russie en 1905, rayé des effectifs de la marine en 1918, démantelé en 1922.
- Aurore (Аврора, Avrora) (1900). En service en Extrême-Orient (1902-1906), interné par les États-Unis (1904), remis en service en 1905, il prend part à la Révolution d'Octobre (1917), converti en navire de formation pour les cadets de la Marine soviétique (1922-1961), navire musée depuis 1948 ancré dans le port de Saint-Pétersbourg.

### Classe Novik
- Novik (Новик) (1900) Dantzig). En service en Extrême-Orient (1903-1904), endommagé, afin d'éviter sa capture il est sabordé en 1904 près de l'île de Sakhaline, renfloué par les Japonais en 1904, il sert dans la Marine impériale du Japon comme croiseur léger sous le nom de Suzuya, démantelé en 1913.
- Boyard (Боярин, Boyarine) (1901-Copenhague). En service en Extrême-Orient (1903-1904), coulé par une mine à l'entrée de Port-Arthur en 1904.

### ClasseBogatyr

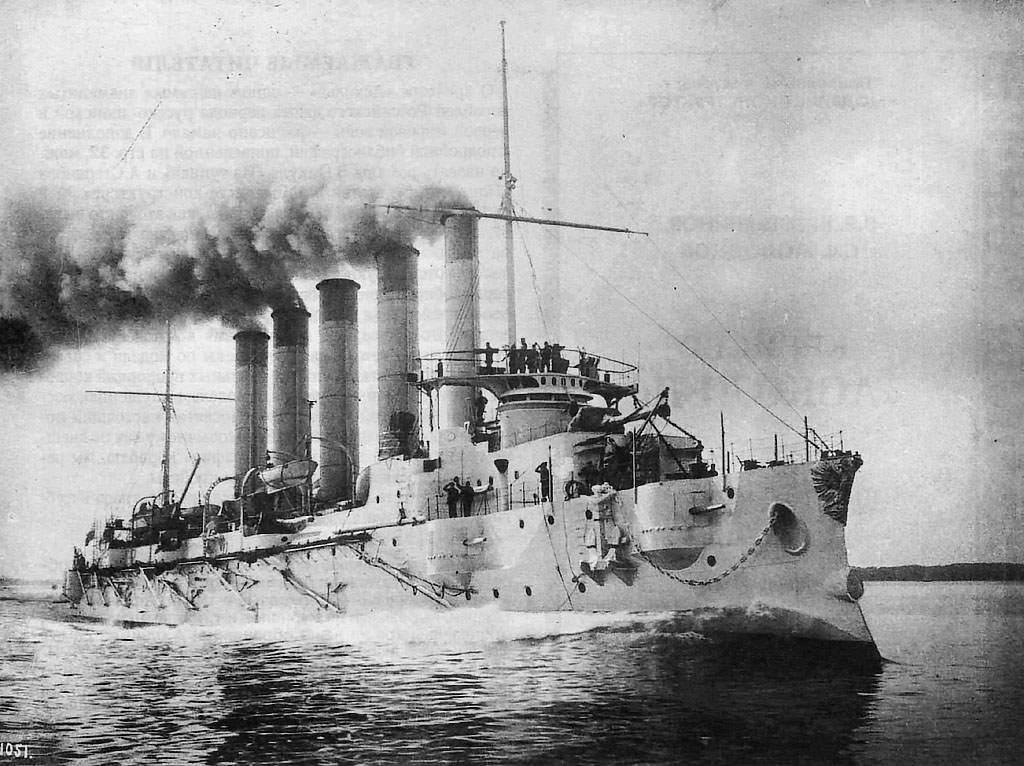
Croiseur Askold (1900)

- Bogatyr (Богатырь) (1901-Stettin). En service en Extrême-Orient (1902-1906), entreprend une expédition en Méditerranée (1907-1910), rayé des effectifs de la Marine soviétique en 1918, démantelé en 1922.
- Otchakov (Очаков), renommé en 1906 Kagoul (Кагул). Affecté dans la flotte de la mer Noire (1902), en 1912 propriété de la Société anonyme de sauvetage de Russie, il prend le nom de Caucase. Renommé Otchakov en 1917, capturé par les Allemands en 1918, capturé par la Grande-Bretagne et remis à la Flotte de l'Armée blanche du général Wrangel, baptisé Général Kornilov (Генерал Корнилов), interné par les autorités françaises à Bizerte en Tunisie, rendu à la Marine soviétique en 1924, démantelé en 1933.
- Pamiat Merkouria, (Память Меркурия, Souvenir de Mercure), anciennement Kagoul (Кагул) en 1906. En service dans la flotte de la mer Noire (1902). Détruit par les troupes britanniques en 1919, réparé, reconverti en croiseur léger il sert dans la Marine soviétique sous le nom de Komintern (Коминтерн) (1922), désarmé en 1922, réparé en 1923, sert de navire-école après 1930 et participe à la Seconde Guerre mondiale.
- Oleg (Олег) (1903). Envoyé en Extrême-Orient en 1905, navire amiral du kontr-admiral Oskar Adolfovitch Enkvist lors de la bataille de Tsushima (1905), interné par les États-Unis au terme de la bataille, remis en service dans la Marine impériale de Russie en 1905, entreprend une expédition en Méditerranée en 1900, torpillé en 1919, démantelé en 1938.

### Classe Izoumroud
- Jemtchoug (Жемчуг, perle) (1903). En service en Extrême-Orient (1905-1914), interné par les États-Unis après la bataille de Tsushima (1905), reprend du service dans la Marine impériale de Russie en 1905, il sert dans la flottille de Sibérie, coulé à la bataille de Penang en 1914.
- Izoumroud (Изумруд, émeraude) (1903). Il fut envoyé en Extrême-Orient en 1905, afin d'éviter la capture par les forces japonaises il fut sabordé en 1905, son épave fut découverte par des plongeurs en 1989.

## Croiseurs
- Varyag (Варяг, Varègue) (1899-Philadelphie). En service en Extrême-Orient, sabordé après la bataille de Chemulpo (1904), renfloué par les Japonais, en service dans la Marine japonaise sous le nom de Soja, racheté par la Marine impériale de Russie en 1916, renommé Varyag, il est transféré dans la flottille de la mer Arctique en 1916, saisi par les Britanniques en 1918, utilisé comme caserne flottante, vendu à l'Allemagne pour les métaux, démantelé en 1922.
- Askold (Аскольд) (1900-Kiel). En service en Extrême-Orient (1902-1904), interné dans le port de Qingdao par les autorités chinoises, réintégra la marine russe en 1905. En service en Méditerranée (1914-1916), transféré dans la flottille de la mer Arctique en 1916, capturé par la Grande-Bretagne en 1918, renommé Gloria IV, en 1922, il est de retour dans la Marine soviétique.
- Amiral Kornilov (Адмирал Корнилов), (1887 - Saint-Nazaire). En service en Extrême-Orient (1893 et 1891-1899) en 1902 reclassé comme croiseur 2e rang, en 1907 reconverti en navire de formation, déclassé en 1911.
- Prout (Прут, Prut) (1903), auparavant il sert dans la Marine turque sous le nom de Mecidiye puis Abdul Mecid, miné près d'Odessa, il est renfloué par les Russes en 1915, réparé, il sert dans la Marine impériale de Russie (1916). Capturé par les Allemands en 1918, il sert à nouveau dans la Marine turque sous le nom de Mecidiye. En 1940, il est utilisé comme navire de formation, rayé de la liste des effectifs de la Marine turque en 1947, il est démantelé en 1952.

### Classe Mourariov-Armourski
Ces deux croiseurs furent commandés sont commandés en Allemagne pour une affectation dans la flottille de Sibérie. Au début de la Première Guerre mondiale ils furent confisqués par les Allemands et servirent dans la Kaiserliche Marine.
- Mourariov-Armourski (Муравьёв-Амурский) (1914). En construction dans le chantier naval allemand Schichau-Werft à Dantzig, il fut confisqué lors de la déclaration de la Première Guerre mondiale. Entrée en service dans la Kaiserliche Marine en 1914, il sert sous le nom de SMS Pillau, cédé à l'Italie, il servit dans cette marine sous le nom de Bari, il fut coulé en 1943.
- Amiral Nevelskoï (Адмирал Невельской) (1914). En construction dans le chantier naval de Schichau-Werft à Dantzig. Il est confisqué lors de la déclaration de la Première Guerre mondiale. Il sert dans la Kaiserliche Marine sous le nom de SMS Elbing. Il fut coulé lors de la bataille du Jutland en 1916.

## Yachts croiseurs
- Pamiat Merkouria (Память Меркурия, Mémoire de Mercure) (croiseur - 1880 Le Havre) ex-Dobroflot (Добровольный флот - flotte russe de bénévolat), navire de transport. Affecté dans la flotte de la mer Noire comme croiseur de 1er rang en 1882, rayé des effectifs de la Marine impériale de Russie en 1907.
- Svetlana (Светлана), (croiseur de 1er rang - Le Havre). Coulé à la bataille de Tsushima en 1905. 170 tués.
- Almaz (Алмаз, diamant), (croiseur de 2e rang). Après la bataille de Tsushima, il est l'un des trois rescapés - avec deux torpilleurs - à rejoindre le port de Vladivostok. On le transforma en aviso en 1906 puis en yacht en 1908. Reconverti en porte-hydravions (le premier de la marine russe) à l'amorce de la Première Guerre Mondiale, il est capturé par l'Armée Blanche du général Piotr Nikolaïevitch Wrangel en 1919, interné à Bizerte par les autorités françaises en 1920, il est remis aux autorités soviétiques en 1924, démantelé en 1934.

## Croiseurs torpilleurs
La Marine impériale de Russie classe ces croiseurs en croiseur torpilleur (минный крейсер, minnyi Kreiser), un bâtiment de guerre situé entre le croiseur le torpilleur, il est le prédécesseur des destroyers, mais plus grand et plus puissant que les destroyers des années 1900. Ces navires sont conçus pour combattre d'autres torpilleurs, mais également comme escorteur, remorqueur de navires et d'autre missions. Plus tard, le premier destroyer russe est classé comme croiseur torpilleur.

### Classe Lieutenant Ilyne

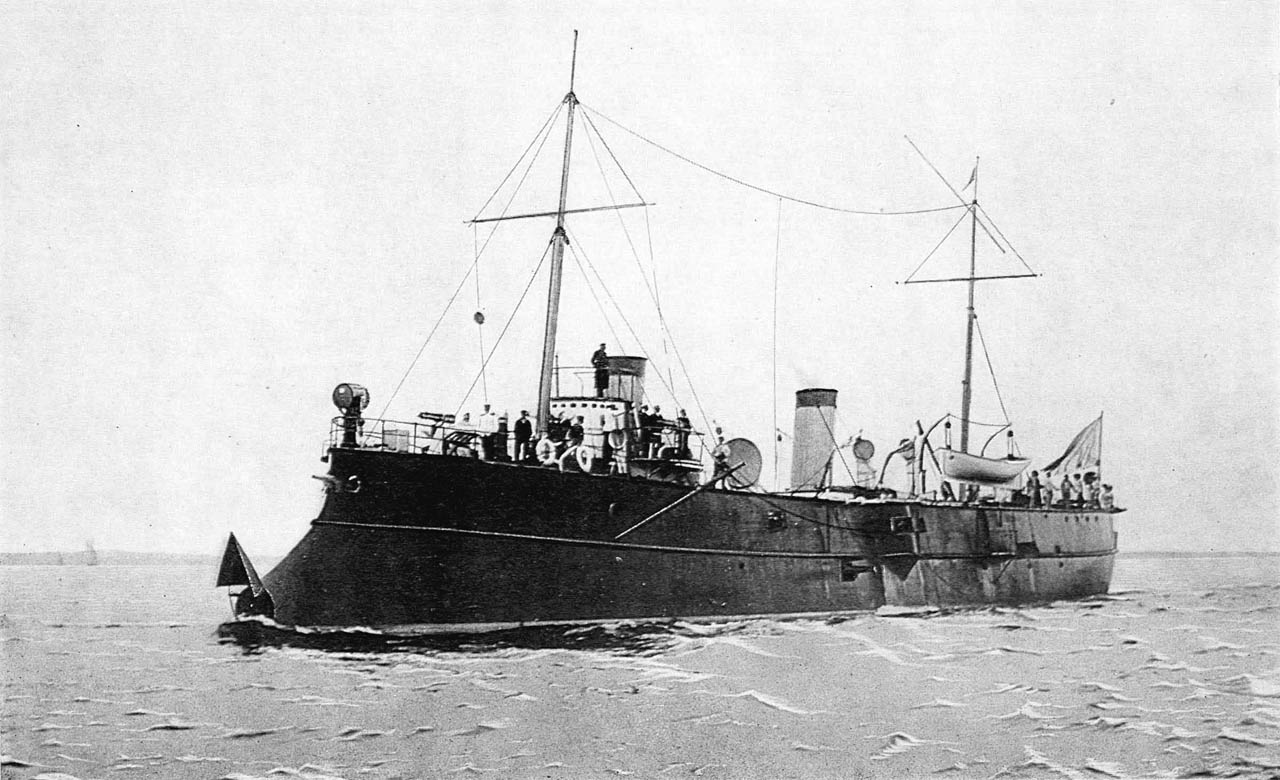
Croiseur Torpilleur Lieutenant Ilyin (1886)

- Lieutenant Ilyne (Лейтенант Ильин) (1886) En service dans la flotte de la Baltique, reconverti en aviso en 1911.
- Capitaine Saken (Капитан Сакен) (1886). En service dans la flotte de la mer Noire, rayé des effectifs de la Marine en 1909.

### Classe Kazarski
- Kazarski (Казарский) (1889 - Dantzig). En service dans la flotte de la mer Noire - converti en aviso en 1907, rayé des effectifs en 1925.
- Voevoda (Воевода) (1892 - Dantzig). En service dans la flotte Baltique. Reconverti en aviso en 1907, capturé par la Finlande 1918, vendu à la Finlande en 1922, a servi jusqu'en 1940 comme canonnière.
- Posadnik (Посадник) (1892 - Dantzig). En service dans la flotte Baltique. Il sert en mer Méditerranée à la fin des années 1890. Converti en aviso en 1907, capturé par la Finlande en 1918, vendu à la Finlande 1922, utilisé comme canonnière, mouilleur de mines et de patrouilleur jusqu'en 1927, démantelé en 1964.
- Vsadnik (Всадник) (1893). En service dans la flottille de Sibérie. Sabordé à Port Arthur en 1904, renfloué par le Japon, en 1906, il servit dans la marine japonaise comme canonnière sous le nom de Makikumo, démantelé en 1914.
- Gaïdamak (Гайдамак) (1893). En service dans la flottille de Sibérie, il est sabordé à Port Arthur en 1904, renfloué par le Japon, en 1906, il servit dans la Marine impériale du Japon comme canonnière sous le nom de Shikinami, démantelé en 1914.
- Griden (Гридень), (1893). En service dans la flotte de la mer Noire, converti en aviso en 1907, remis au Corps des gardes-frontières.
- Abrek (Абрек), (1896). Opéra en mer Méditerranée (1899-1904), remis au Corps des gardes-frontières en 1908, converti en aviso en 1914, démantelé en 1948.

## Croiseurs de bataille
Il s'agit davantage de super-dreadnougts très rapides, les plus puissants navires du monde lors de leur lancement que de croiseurs de bataille à proprement parler.

### ClasseBorodinoou Izmail
- Izmail (Измаил) (1915), non terminé, démantelé en 1931.
- Borodino (Бородино) (1915), non terminé, vendu à la ferraille en 1923.
- Kinburn (Кинбурн) (1915), non terminé, vendu à la ferraille en 1923.
- Navarin (Наварин) (1916), non terminé, vendu à la ferraille en 1923.

## Croiseurs auxiliaires

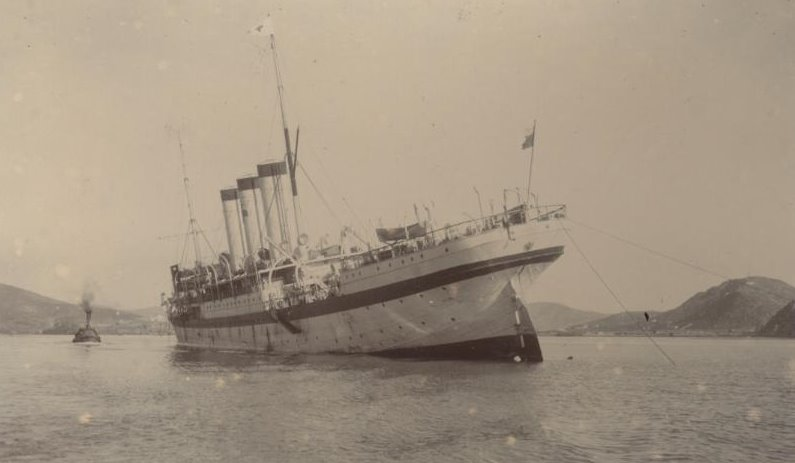
Navire hôpital Moskva (1898), transformé en navire de transport Angara (croiseur auxiliaire) à Port Arthur, 1904.

Mis en service, ces navires sont utilisés lors des périodes de crises politiques 1878 et 1904-1905. Croiseurs auxiliaires entre 1904 et 1905, ils sont construits et reconstruits comme des navires à double usage : paquebots en temps de paix, croiseurs en temps de guerre. La plupart d'entre eux sont classés comme croiseurs ou croiseurs auxiliaires et appartiennent à la flotte de la Baltique à l'exception de deux.
- Russie (Россия, Rossiya). En 1868, paquebot allemand (Holsatia). En 1878, il est acquis par la Russie et livré à la Dobroflot (flotte russe de bénévolat), acquis par la Marine impériale de Russie, démantelé en 1910.
- Moskva (Москва), (croiseur), en 1866 paquebot allemand Hamonnia. Acheté en 1878 livré à la Dobroflot il prend le nom de Moskva. Démantelé en 1882.
- Peterburg (Петербург), (croiseur), en 1870, paquebot allemand Thuringe. Acheté en 1878, livré à la Dobroflot et prend le nom de Peterburg, acheté par la Marine impériale de Russie en 1893, il prend le nom de Berezan (Березань), navire de transport en 1909, atelier flottant en 1916, démantelé en 1921.
- Asie (Азия, Asia), en 1874 paquebot américain Columbus. Acheté en 1878, il servit en Extrême-Orient et en mer Méditerranée (1879-1882), en 1892, converti en croiseur 1er rang, il est reconçu pour le transport du charbon au début de 1900, rayé des effectifs de la marine en 1911, démantelé en 1923.
- Afrique (Африка, Afrika) (croiseur). En 1877 paquebot américain, le Saratoga. Acheté en 1878 par la Russie, il servit en Extrême-Orient (1879-1882), converti en croiseur de 2e rang en 1882, il est équipé d'une station de radio (la première en Russie), en 1897, il est utilisé comme navire de formation, en 1906 comme base de navires, démantelé en 1923.
- Europa (Европа, Europe'), (croiseur) (en 1878, navire de ligne américain naviguant sous le nom de État de Californie). Acheté par la Russie en 1878, il sert en Extrême-Orient de 1879 à 1880, remis à la Droboflot en 1885, il navigue sous le nom de Iaroslavl 2 (Ярославль 2), capturé par la Finlande en 1918.
- Zabiyaka (Забияка) (croiseur) (1878-Philadelphie). En service en Extrême-Orient et en Méditerranée de 1879 à 1882, reconverti en croiseur de 2e classe il est transféré dans la flottille de Sibérie dans laquelle il sert de 1892 à 1893. Il sombra à Port-Arthur en 1904.
- Kuban (Кубань) (en 1889, paquebot allemand, il navigue sous le nom de Auguste Victoria, ex-Augusta Victoria, ex-Normannia). Acheté en 1904, il est démantelé en 1907.
- Victoria (ex-Normannia). Acheté en 1904, désaffectée 1906, BU 1907
- Don (Дон), croiseur auxiliaire, en 1891, navire de ligne allemand, il navigua sous le nom de Fürst Bismarck. Acheté en 1904, vendu à la Dobroflot, en 1906 il navigue sous le nom de Moskva 4 (Москва 4). En 1909, il est revendu à l'Autriche et reconverti en base de sous-marins Gaa. Saisi par l'Italie en 1919, il est reconstruit et navigue sous le nom de San Guisto, démantelé en 1924.
- Oural (Урал), croiseur auxiliaire. En 1890 paquebot allemand, il navigue sous le nom de Kaiserin Maria Theresa, auparavant sous le nom de Spree. Acheté en 1904, il est coulé lors de la bataille de Tsushima en 1905.
- Terk (Терек), croiseur auxiliaire. En 1899, paquebot allemand, il navigue sous le nom de Columbia, auparavant croiseur espagnol portant le nom de Rapido. Acheté en 1904 par la Russie, il est démantelé en 1907.
- Dniepr (Днепр), croiseur auxiliaire. En 1894, dans la Dobroflot (en), il navigue sous le nom de Peterburg 2 (Петербург 2), mis en service en 1904, il retourna à la Dobroflot en 1905 et sert sous son ancien nom. En 1914, en service comme navire de transport sous le nom de Don (Дон), il est capturé par les Allemands en 1918, capturé par les Britanniques en 1918 il est remis à la flotte de l'Armée blanche de Piotr Nikolaïevitch Wrangel. En 1920, il est interné à Bizerte par les autorités françaises, en 1922 vendu pour la ferraille.
- Rion (Рион), Croiseur auxiliaire. En 1901, navire de ligne en service dans la Dobroflot sous le nom de Smolensk (Смоленск). Mis en service en 1904, il retourne à la Dobroflot en 1905 et sert sous son ancien nom, en 1913, sous le nom de Rion il est utilisé comme navire de formation. Navire de transport en 1914, il est capturé par l'Armée Blanche en 1919. En 1920, interné par les autorités françaises à Bizerte. En 1924, il est remis à l'Union soviétique et est démantelé en 1924.
- Rus (Русь), croiseur auxiliaire. En 1887, paquebot allemand, il navigue sous le nom de Lahn. Acheté en 1904 par la Russie, il fut reconstruit afin d'être utilisé comme navire de transport de ballon.
- Orel (Орёл, aigle), croiseur. En 1909, navire de ligne dans la Dobroflot, il navigue sous le nom de Orel 2). Mis en service dans la flottille de Sibérie en 1914, il est capturé par l'Armée Blanche en 1918. En 1920, il réintègre la Dobroflot puis est vendu à la Grande-Bretagne en 1922, il est rebaptisé Silvia. Il fut détruit en 1950.
- Lieutenant Dadymov (Лейтенант Дадымов), croiseur auxiliaire. Il est intégré dans la flotte de Sibérie en 1914, capturé par l'Armée Blanche en 1918, il coule en 1922.

Note : Il eut quelques autres navires Dobroflot utilisés dans la marine pendant la guerre russo-japonaise, mais ils furent classés comme navires de transports.